# Saint-Avit (Tarn)
Saint-Avit è un comune francese di 249 abitanti situato nel dipartimento del Tarn nella regione dell'Occitania.

## Società

### Evoluzione demografica
Abitanti censiti